# Haute Bers

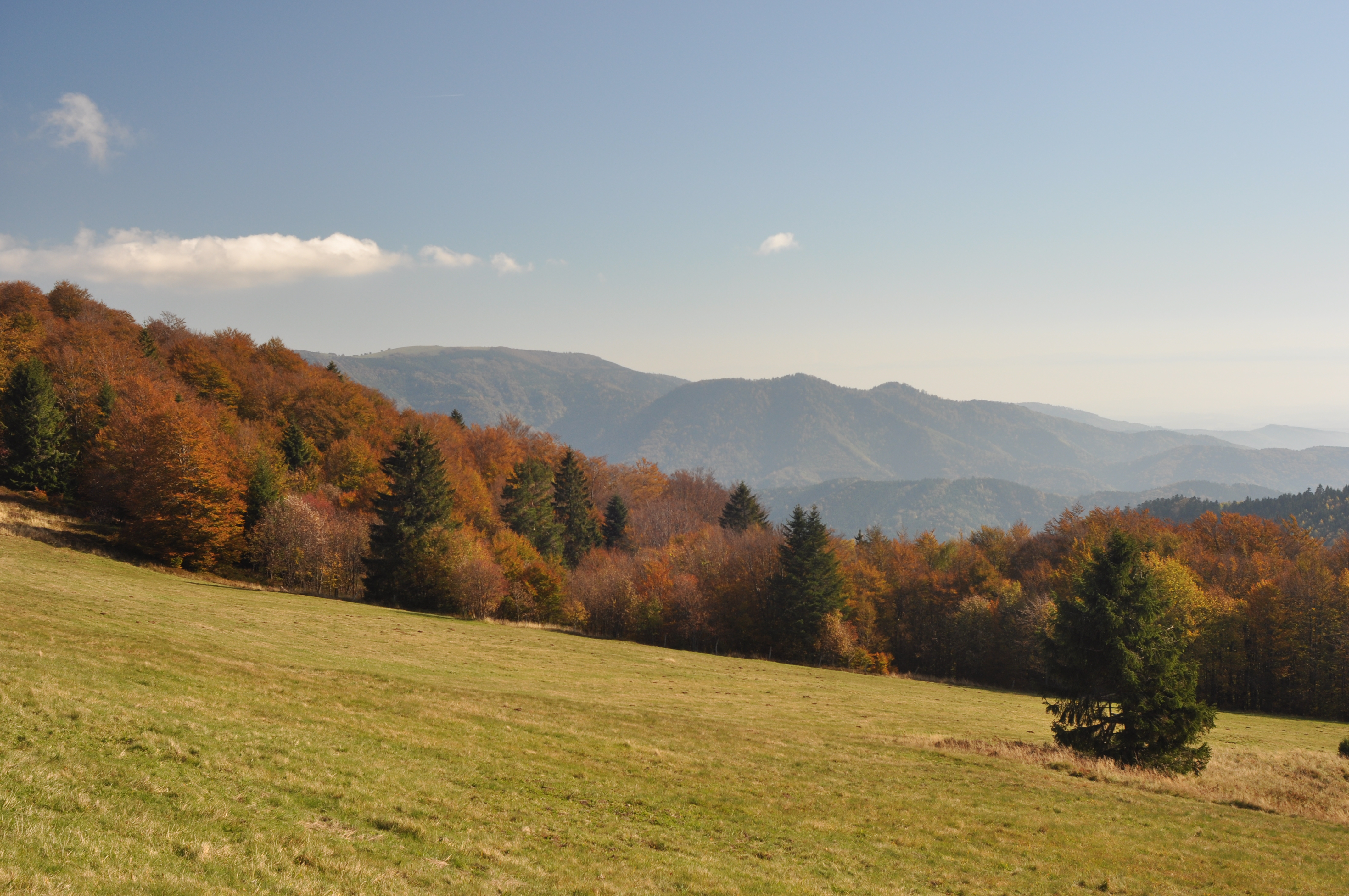
Chaume de la Haute Bers à l'automne.

La Haute Bers est un sommet du massif des Vosges culminant à 1 252 mètres d'altitude, à la limite entre les départements du Haut-Rhin et des Vosges, en France. C'est aussi le nom d'un petit massif comprenant plusieurs sommets : 
- celui de la Haute Bers proprement dit ;
- la tête des Perches ou des Bers (1 227 mètres) ;
- la tête des Charbonniers (1 138 mètres) ;
- et le petit sommet de la Moyenne Bers (1 116 mètres) ;

ainsi que trois lacs :
- le lac des Perches ;
- les lacs des Grand et Petit Neuweiher.

Moins connue que le ballon d'Alsace, la Haute Bers est pourtant le plus haut sommet des Vosges du Sud. Difficile d'accès, elle accueille toutefois sur son versant nord la piste noire de la station de ski du Rouge-Gazon dont le téléski monte à deux pas du sommet.

## Toponymie
Le toponyme Bers vient du gallo-romain Bersa signifiant « bers, berceau ». Ce mot est apparenté à l'ancien allemand Birse ou à l'ancien français bers ou ber, venant du latin populaire bertium d'origine gauloise et désignant diverses réalisations techniques : voûte, arête, treillage, ridelles. Les trois chaumes, la basse, moyenne ou haute bers étaient établies dans des vallées ou vallons en berceau. Le même mot, par déformation, a donné son nom au lac des Perches, situé dans le massif. Le nom alsacien d'Obere Bers pourrait aussi désigner « la plus haute montagne » (Ober Berg en allemand moderne).
La montagne est également appelée Gresson du côté vosgien. Le Gresson, en allemand der Kratzen, désigne à la fois un sommet et un ancien gazon, à ne pas confondre avec la chaume du Gresson et ses fermes qui se situent plus au sud, en Alsace, dans la commune d'Oberbruck.

## Géographie

### Situation, topographie
La Haute Bers (Obere Bers en alsacien) est située à la limite entre les Vosges au nord et le Haut-Rhin au sud. La Haute Bers se trouve sur la crête vosgienne sinueuse qui sépare la commune vosgienne de Saint-Maurice-sur-Moselle, sur le versant nord-ouest, de la commune alsacienne de Rimbach-près-Masevaux, sur le versant sud-est.
La Haute Bers fait partie de la longue ligne de crête reliant le ballon de Servance au Rossberg, en passant par le ballon d'Alsace et de nombreux petits sommets intermédiaires. Elle est individualisée par deux cols, celui des Charbonniers et celui des Perches.
Le massif est composé comme suit :
- le point culminant et central est le sommet de la Haute-Bers proprement dite ; la Haute Bers est le plus haut sommet des Vosges du Sud, culminant à 1 252 mètres d'altitude. Il domine non seulement ses proches voisins, mais encore au-delà, les autres principaux sommets locaux, y compris le ballon d'Alsace (1 247 mètres), le ballon de Servance (1 216 mètres), et le Rossberg (1 192 mètres). Ce sommet est aisément visible de l'ouest (ballon d'Alsace et ballon de Servance), du nord (Rouge-Gazon) et de l'est (Rossberg) ;
- au nord-est du point culminant, se trouve la tête des Perches (1 227 mètres) ; ce sommet est facile d'accès par son versant nord, par les grandes chaumes du Rouge-Gazon ; il est en revanche très raide côté sud. C'est de ce côté, au fond d'un cirque glaciaire, que se trouve le lac des Perches surplombé à l'Est par le col des Perches où prennent naissance les premiers contreforts du massif du Rossberg, avec le Rimbachkof (1 195 mètres) ;
- au sud-ouest, se trouve la tête des Charbonniers (1 138 mètres), sommet peu visible près duquel le col des Charbonniers marque la limite occidentale du massif, où apparaissent les premiers reliefs du massif du ballon d'Alsace dont notamment la tête du Moinechamp, (1 104 mètres) ; la tête des Charbonniers domine un second cirque glaciaire, occupé par les deux lacs des Grand et Petit Neuweiher, qui font le pendant symétrique du lac des Perches ;
- au sud, se trouve le petit sommet de la Moyenne Bers (1 116 mètres), prolongé par le petit plateau du Gustiberg.

Cet ensemble comporte également plusieurs espaces notables :
- la très petite chaume sommitale, en haut de la Haute-Bers, qui ne connaît plus d'exploitation agricole et est peu à peu reconquise par la forêt ;
- un vaste pré inséré dans un large berceau (à l'origine du nom), entre la Haute-Bers et la Moyenne Bers, formant un milieu prairial original. Le refuge communal de la Haute Bers (chalet de la Doller) y est établi ;
- des zones d'éboulis dans les deux cirques glaciaires ;
- de vastes forêts essentiellement d'hêtres ;
- quelques landes à callunes et surtout à myrtilles.

Le sommet du Rouge-Gazon, situé tout près, au nord du massif et dans le département voisin, n'est pas considéré comme faisant partie des Bers.

### Faune, flore, paysages
Une petite chaume d'altitude occupe le sommet de la Haute Bers le long de la crête. Le sommet est très peu fréquenté en dépit de sa position dominante, en comparaison de la tête des Perches toute proche, car il n'offre qu'un point de vue limité du fait de sa ceinture forestière. Il n'est desservi que par une sente non balisée.
Le massif borde l'immense forêt domaniale de Saint-Maurice et Bussang qui s'étend du ballon de Servance jusqu'au nord du col d'Oderen en passant par le ballon d'Alsace, les montagnes situées entre Saint-Maurice-sur-Moselle et Bussang et le col de Bussang.
Sous le sommet, le grand pré de la Haute Bers offre une ambiance très particulière, avec un vaste panorama sur la plaine et le massif du Rossberg. Ses étendues vertes se parent aux beaux jours de milliers de fleurs dont de nombreuses orchidées favorisées par le fauchage. Au petit matin, chamois et chevreuils viennent paître.
Les sites des lacs offrent également de remarquables paysages, que l'on les domine depuis les différents points de vue existant le long des sentiers balisés, ou que l'on se trouve au fond de l'un ou l'autre cirque glaciaire.
Quelques petites étendues de callunes et de myrtilles ponctuent le paysage.

## Activités

### Agriculture

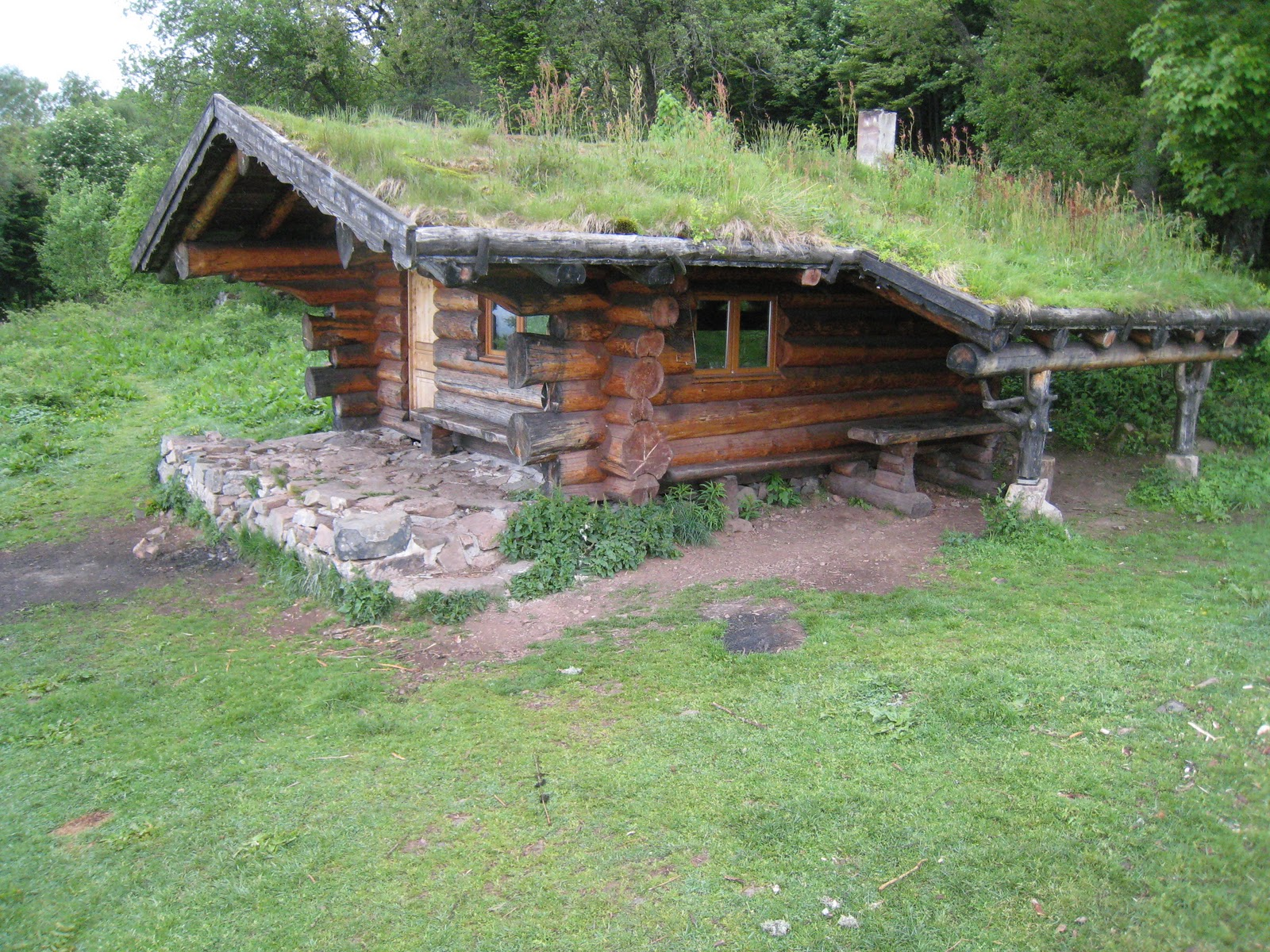
Le refuge communal de la Haute Bers.

Les chaumes de la Bers rassemblant l'Untere, l'Obere et le Mittlere Bers ont été défrichées au Moyen Âge et sont situées à une altitude de 800 à 1 252 m en y incluant la petite chaume sommitale. Les trois sites ont été durablement exploités mais leur mauvaise accessibilité depuis la vallée a conduit à l'abandon partiel de l'activité pastorale. Autour du sommet de la Haute Bers, qui n'est plus pâturé, l'activité pastorale se maintient cependant encore dans :
- les pentes du versant nord, dans le département des Vosges, correspondant au Rouge-Gazon ;
- le vaste pré de la Haute Bers, dans le versant sud du sommet, qui sépare les lacs des Neuweiher de celui des Perches ;
- une partie du plateau du Gustiberg

En 1977, la Haute-Bers fut vendue à l'armée par Monsieur Gullung, ce qui souleva un mouvement de protestation mais elle resta finalement accessible au public et demeure pour partie exploitée.
La ferme de la Haute Bers n'est plus qu'une ruine dont seules quelques pierres restent visibles. On trouve cependant deux bâtiments à la Haute Bers, dans le grand pré sous le sommet, près de l'ancienne ferme : un chalet privé, et un refuge communal ouvert au public (non gardé) qui a la particularité d'avoir été construit en fuste, et d'être couvert par un toit végétalisé. Les fermes de la Basse et de la Moyenne Bers sont toujours debout, mais n'ont plus d'activité agricole. Au sommet, la Haute-Bers n'a pas gardé trace d'une construction et il n'y a de toute façon pas de source.

### Randonnée

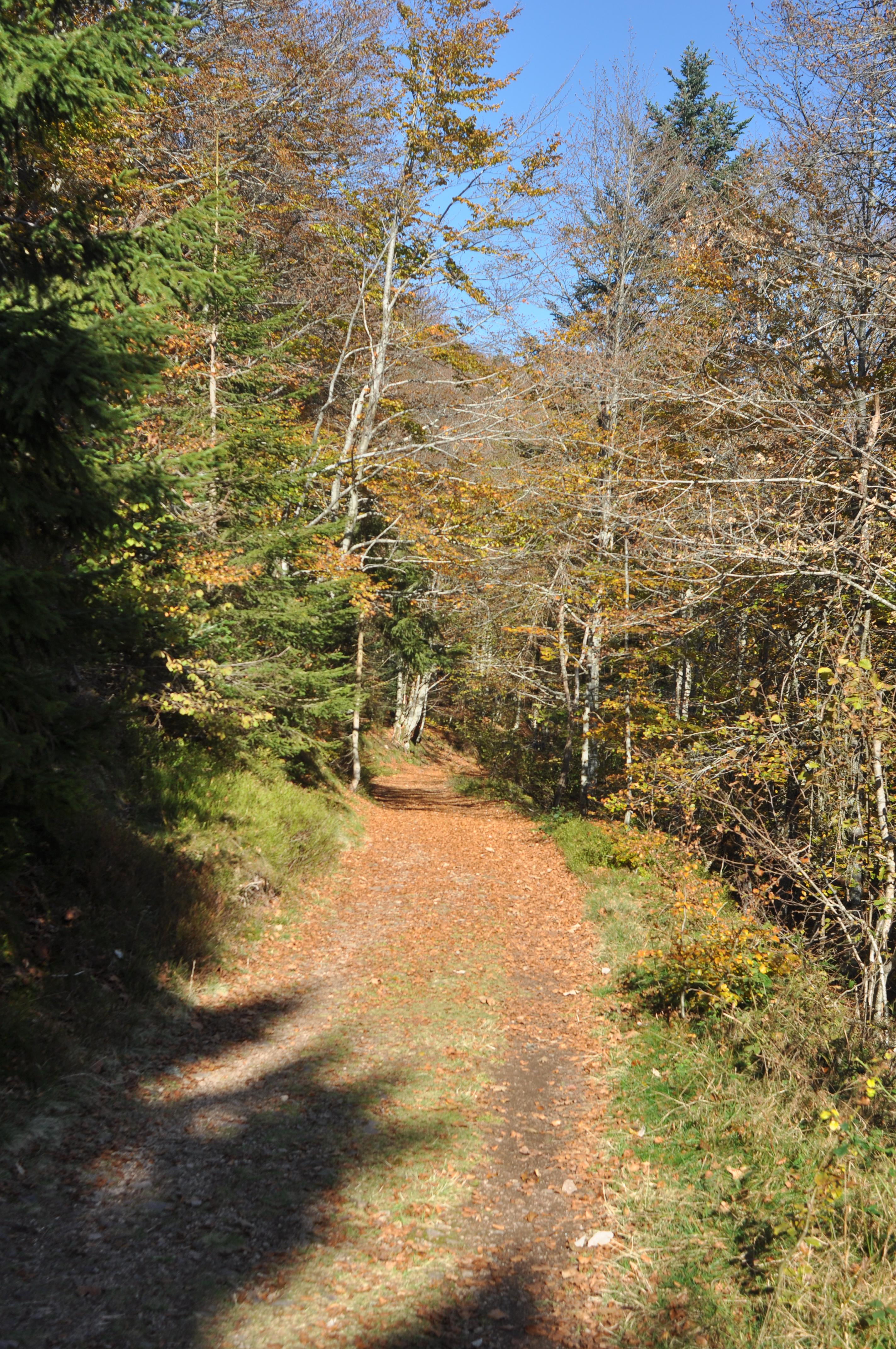
GR 5 entre les lacs des Perches et des Neuweiher.

Le massif est accessible depuis plusieurs aires de stationnement à Rimbach (le village même, et son hameau Ermensbach), via les lacs des Perches ou des Neuweiher notamment.
Le massif est également accessible depuis le site du Rouge-Gazon  dominé par un petit sommet du même nom (1 090 mètres), desservi par une route départementale et comportant un hôtel-restaurant et une station de ski.
Depuis l'hôtel, le marcheur peut rejoindre les Bers selon trois possibilités :
- un sentier prenant la direction du col des Charbonniers ;
- un sentier montant au petit col se trouvant entre le sommet de la Haute Bers et la tête des Perches ;
- un sentier faisant le tour de la tête des Perches jusqu'au col des Perches et passant en balcon à mi-hauteur du cirque glaciaire, au-dessus du lac.

Il peut aussi accéder directement à la tête des Perches et profiter de son panorama.
Depuis l'hôtel, une piste de ski remonte presque jusqu'au sommet de la Haute Bers tandis qu'une autre remonte sous la tête des Perches.
Le massif peut aussi être une étape intéressante sur des randonnées au long cours, puisqu'il est parcouru d'ouest en est par le GR5 sur le versant méridional entre le col des Charbonniers et le col du Sternsee (col des Perches) et par le GR531 depuis le Gresson moyen au sud en passant par les Neuweiher et le lac des Perches.
Comme dans le reste du massif des Vosges, le balisage des sentiers de randonnée est assuré par le Club vosgien.